# Tetrabothrius macrocephalus
Tetrabothrius macrocephalus is een lintworm (Platyhelminthes; Cestoda). De worm is tweeslachtig. De soort leeft als parasiet in andere dieren.
Het geslacht Tetrabothrius, waarin de lintworm wordt geplaatst, wordt tot de familie Tetrabothriidae gerekend. De wetenschappelijke naam van de soort werd voor het eerst geldig gepubliceerd in 1810 door Rudolphi.